# Octineon suecicum
Octineon suecicum is een zeeanemonensoort uit de familie Octineonidae.
Octineon suecicum is voor het eerst wetenschappelijk beschreven door Carlgren in 1940.